# Мемориальная доска «Взятие Петром Первым Азова»
Мемориальная доска «Взятие Петром Первым Азова» — мемориальная доска, установленная на Алексеевских воротах Азовской крепости в городе Азове Ростовской области.

## История
Мемориальная доска «Взятие Петром Первым Азова» представляет собой бронзовый барельеф с многофигурной композиций, посвященной Азовским походам России 1695—1696 годов.
Военные кампании России против Османской империи предпринимались Петром после безрезультатных Крымских походов и закончились взятием турецкой крепости Азов. Взятие Азова стало первой крупной победой России над Османской империей и обезопасило страну от набегов крымских татар.
В 1996 году около Алексеевских ворот состоялось открытие петровской доски «Взятие крепости Азов». На мемориальной доске сделана надпись: «В Азове понеже вчерашено дня молитвою и счастием вашим государским, турки, видя конечную тесноту, сдались. Дня 20 июля 1696 г. Петр I».

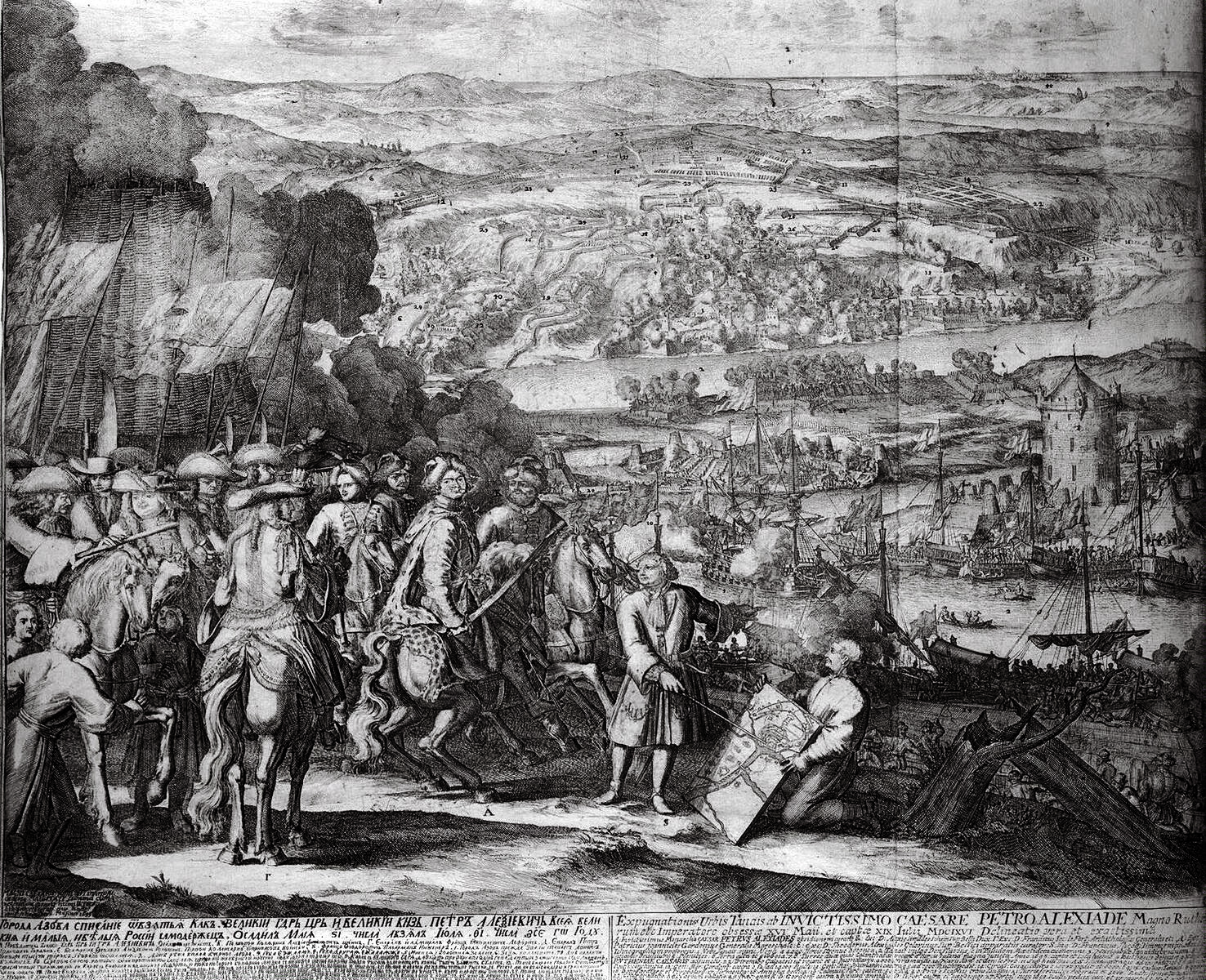
Adriaan Schoonebeek. Взятие Азова. 1699 г.

Авторы барельефа при разработке композиции за основу взяли гравюру голландского мастера Адриана Шхонебека «Осада Азова в 1696 г.», написанную художником в 1699—1700 годах. Эта гравюра понадобилась скульпторам в качестве исторического документа. В процессе разработки композиции рельефа содержание гравюры было переработано.
Фигуры барельефа старательно вылеплены. Впереди конной группы показан царь. Царский конь представлен в полный профиль к плоскости рельефа, сам Пётр I показан в три четверти к зрителям. В окружении Петра изображены исторические лица. Среди них его иностранные и русские сподвижники: боярин Фёдор Головин, полковник Алексей Шеин, генерал Франц Лефорт, адмирал Патрик Гордон.
Монументальный бронзовый рельеф имеет размеры 150х240 см. Фигуры людей мастерски пролеплены в мелких деталях. Автором барельефа является скульптор Г. Бегало. В работе принимали участие ростовский художником Д. Г. Бегало и главный архитектор города Азова В. Т. Фоменко.
На другой стороне Алексеевских ворот 11 июня 2007 года был открыт барельеф российскому государственному деятелю, первому кавалеру ордена Андрея Первозванного, графу Ф. А. Головину. Авторами памятника являются С. Н. Олешня, скульптор А. М. Дементьев и главный азовский архитектор В. Т. Фоменко.